# 9233 Itagijun
9233 Itagijun este un asteroid din centura principală, descoperit pe 1 februarie 1997, de Takao Kobayashi.